# Béla III
Pour les articles homonymes, voir Béla.
Béla III Árpád  (en hongrois: III. Béla, en croate: Bela III., en slovaque: Belo III.), né vers 1148 et mort le 24 avril 1196, est roi de Hongrie et de Croatie du 1er mars 1172 au 24 avril 1196. Il est le second fils de Géza II (r. 1141 - 1162) et d’Euphrosyne de Kiev. Vers 1161, Géza lui donne en apanage un duché qui comprend la Croatie, le centre de la Dalmatie et probablement Sirmium (aujourd’hui Sremska Mitrovica, en Serbie). En vertu d’un traité de paix conclu entre son frère ainé, Étienne III (r. 31 mai à mi-juillet 1162; juin 1163 à mars 1172), et l’empereur byzantin Manuel Ier (r. 1143-1180), Béla est envoyé à la cour de Constantinople en 1153 pour y être éduqué. Après avoir été renommé « Alexis » et avoir rejoint l’Église orthodoxe, il reçoit le titre de « despote », titre jusque-là réservé à l'empereur et on annonce ses fiançailles avec la fille de l’empereur, Marie, ce qui permet d’envisager l’unification des deux couronnes et le contrôle de la Croatie, de la Dalmatie et de la Syrmie par l’Empire byzantin. Toutefois, Étienne III devait refuser de reconnaitre les prétentions byzantines : il devait en résulter la guerre byzantino-hongroise de 1163 à 1168. Béla, qui avait été fait héritier du trône impérial en 1165, prit part à trois campagnes byzantines contre la Hongrie. Toutefois, lorsqu’un fils naquit du second mariage de l’empereur Manuel, Alexis né en 1169, Béla perdit son droit de succession au profit d’Alexis, vit son titre de « despote » remplacé par celui, moindre, de « césar » et ses fiançailles avec Marie furent annulées.
Étienne III devait mourir le 4 mars 1172; une délégation de nobles hongrois fut alors dépêchée pour presser Béla de rentrer en Hongrie, ce qu’il fit non sans avoir, au préalable, juré de ne rien entreprendre qui nuirait aux intérêts de l’Empire byzantin. En dépit de l’accord existant entre les nobles et les prélats ecclésiastiques hongrois, l’archevêque d’Esztergom traditionnellement chargé de couronner le nouvel élu, Lucas, refusa de procéder au couronnement, arguant d’un crime de simonie qui cachait mal la crainte de voir l’influence de l’Église orthodoxe s’étendre en Hongrie. Avec la permission du pape Alexandre III, ce fut l’archevêque de Kalocsa qui couronna Béla III le 18 janvier 1173. Bien qu’officiellement couronné, Béla dut lutter contre son frère cadet, Gésa, qu’il garda en captivité plus d’une décennie. Prenant avantage de la mort de Manuel Ier, Béla, à l’intérieur de six mois, prit le contrôle de la Croatie, de la Dalmatie et de la Syrmie qu’avait reprises Manuel.
La Hongrie jouit sous Béla III d’un développement économique considérable grâce à l’arrivée massive de colons français et germaniques qui introduisirent la culture du vin et l’utilisation de la charrue à soc de fer. Le développement de l’agriculture entraina celui de villes comme Esztergom et Székesfehérvár qui devinrent les principales résidences royales. Habitué à la pompe byzantine et aux coutumes occidentales grâce aux deux princesses françaises qu’il devait épouser, Béla créa un corps de fonctionnaires professionnels permanents pour gérer les nouvelles richesses de son royaume, en même temps qu’il encourageait l’architecture, introduisant pour la construction de son palais et de la nouvelle cathédrale d’Esztergom, le style gothique en Europe centrale.

## Contexte historique

L’Occident en l'an mil.

Fondé en 1000 ou 1001 par Étienne Ier, le royaume de Hongrie fut, dès la mort de celui-ci, confronté à des difficultés intérieures et extérieures qui menaçaient son existence. À l’intérieur, les lois de succession de la maison Árpád permettant aux frères du roi défunt de prétendre à sa succession donnèrent lieu à des contestations sans nombre. Sur le plan extérieur, deux puissants empires enserraient le nouvel État : le Saint Empire romain germanique qui, après avoir soumis Tchèques et Polonais voulait faire de même avec la Hongrie, et l’Empire byzantin, lequel après la conquête de la Bulgarie aurait voulu faire de même avec la Hongrie, la Dalmatie, la Croatie et la Syrmie. Au début du XIIe siècle, toutefois, ces dangers avaient considérablement diminué. À l’intérieur, les souverains hongrois des XIe siècle et XIIe siècle, notamment Ladislas Ier (1077 - 1095), s’étaient employés à consolider l’autorité royale sur des nobles toujours prêts à se rebeller. À l’extérieur, Ladislas, tout en s’appuyant sur la papauté pour combattre le danger germanique, s’opposa au pape lorsque celui-ci, après avoir intégré la Croatie à ses États vassaux, voulut faire de même avec la Hongrie. Constantinople, qui entre-temps avait vu dans Venise un concurrent autrement dangereux que la Hongrie, cherchait un rapprochement. Des villes dalmates comme Zadar, menacées par Venise avaient d’elles-mêmes demandé la protection de Budapest.

## Enfance (vers 1148 - 1163)
Béla Árpád était le deuxième fils de Géza II (r. 1141- 1162) et d’Euphrosyne de Kiev, son épouse,. La date exacte de sa naissance n’est pas parvenue jusqu’à nous, mais une étude de ses ossements montre qu’il devait avoir à peu près 49 ans lors de son décès en 1196, ce qui situerait sa naissance aux environs de 1148.
Alors qu’il était encore enfant, le jeune Béla reçut un territoire distinct en apanage. Selon l’historien Ferenc Makk, cela se serait produit vers 1161. Bien que l’historien byzantin Jean Cinnamus ne précise pas les frontières de cet apanage, celui-ci comprenait certainement la partie centrale de la Dalmatie (y compris  Šibenik, Split et Trogir) qui avait accepté la suzeraineté de la Hongrie des décennies auparavant. Les historiens contemporains Ferenc Makk et Gyula Moravcsik y ajoutent la Croatie. Il n’est pas certain toutefois si Sirmium  (aujourd'hui Sremska Mitrovica, en Serbie) faisait partie à l’origine de cet apanage ou y fut ajouté après le décès de Géza II,,. Enfin, l’historien Warren Treadgold ajoute à cette liste la Bosnie.
La mort de Géza II, le 31 mai 1162, devait déclencher une guerre de succession. De son vivant, le roi avait désigné son fils ainé Étienne, né en 1147, comme son héritier,,. Cette succession fut immédiatement contestée par l’empereur byzantin Manuel au nom des deux oncles du jeune souverain, Étienne et Ladislas, réfugiés à la cour de Constantinople après s’être déjà opposés à l’avènement de Géza II. Fils de Béla II (r. 1131 - 1141), ils pouvaient s’appuyer selon Cinnamus sur « la loi des Hongrois » qui prescrivait que la couronne devait toujours passer « aux frères survivants » du roi défunt,. Une telle loi existait effectivement chez les peuples slaves, notamment dans la Rus’ de Kiev; en fonction de celle-ci les princes d’une même génération se succédaient sur le trône. De la sorte, si l’ainé venait à mourir, c’est son frère cadet qui lui succédait (généralement jusqu’au quatrième frère) et non le fils ainé du roi défunt, permettant ainsi à chacun des fils d’une même génération de siéger à tour de rôle sur le trône. Marchant sur la Hongrie, Manuel réussit à imposer son candidat, Ladislas, comme roi, mais celui-ci mourut après un règne de quelques mois. Son frère ainé lui succéda sous le nom d’Étienne IV de janvier à juin  19963. Toutefois, les rapports étroits entre lui et l’empereur byzantin faisaient craindre aux nobles hongrois qu’il ne soit qu’une marionnette entre les mains de celui-ci. Réalisant l’inutilité de ses efforts, Manuel passa un accord avec Étienne III, aux termes duquel l’empereur reconnaissait ce dernier comme souverain légitime; en revanche Étienne acceptait d’envoyer son frère cadet, Béla, (à qui Géza II avait remis un duché en Dalmatie et Croatie), à Constantinople pour y être éduqué,.

## À la cour de Constantinople (1163-1172)

Les États des Balkans au temps d’Étienne Nemanja.

En conséquence, ce dernier arriva dans la capitale impériale fin 1163, escorté par le sebastos Georges Paléologue, envoyé spécialement par l’empereur. Il prit à ce moment le nom grec d’Alexis, adhéra à l’Église orthodoxe et reçut le titre de « despote » que seuls portaient normalement les empereurs mais qui, d’après Jean Cinnanus, était l’équivalent du titre hongrois « urum » que portait l’héritier du trône. De plus, l’empereur promit officiellement de le fiancer à sa fille Marie, ce qui laissait présager l’union des deux couronnes et l’intégration du duché de Béla dans l’empire,.
Étienne III n’entendait toutefois pas céder le duché à l’empire byzantin et dès l’hiver 1163/1164, il envoya le ban Ampod protéger la Dalmatie et prendre sous sa protection Zara possession vénitienne. L’empereur prit alors la tête de l’armée contre Étienne, affirmant que son but était « non de livrer la guerre à la Hongrie, mais de reprendre les territoires appartenant à Béla, ». Celui-ci accompagnait du reste l’empereur dans cette campagne. Étienne III dut se résoudre à demander la paix, renonçant au duché de Béla,. Syrmium qu’avait repris Étienne IV pour le compte des Byzantins fut occupé et transformé en thème byzantin.
L’accord devait demeurer lettre morte ; Étienne III reprit le contrôle de la Syrmie au printemps 1165. L’empereur Manuel allait contrattaquer lorsqu’une rébellion de son cousin Andronic Comnène l’empêcha de revenir sur le Danube. Toutefois il envoya des ambassades aux souverains qui avaient appuyé Étienne III pour leur demander de rester neutres dans ce conflit. Le 11 avril 1165, Étienne IV mourut pendant le siège de Zimony, empoisonné semble-t-il par des transfuges à la solde de son neveu. La forteresse tomba aux mains d’Étienne III. S’ensuivit une controffensive byzantine dirigée par l’empereur lui-même qui parvint à reprendre la forteresse pendant qu’un autre corps d’armée envahissait la Bosnie et la Dalmatie. La flotte vénitienne intervint alors aux côtés des Byzantins en Dalmatie, forçant Zadar à reconnaitre à nouveau l’autorité du doge,.
La paix fut finalement conclue : Étienne III renonçait à la Dalmatie, à la Croatie et à la Syrmie; la Dalmatie et la Bosnie furent à leur tour transformées en thèmes byzantins.
À l’automne 1165, l’empereur proclama en grande pompe que Béla/Alexis et sa fille Marie, seraient ses héritiers, forçant les nobles byzantins à leur jurer serment de fidélité,. Seul, son lointain cousin, Andronic Comnène, qui réapparaitra à la mort de Manuel, osa s’y opposer.
Comme le précédent, ce traité ne tarda pas à être violé et au printemps 1166, une armée hongroise, sous le commandement de l’ispάn Dénes envahit à nouveau la Syrmie,. Désireux d'en finir, Manuel envoya simultanément trois armées contre eux dont la première sous le commandement du protostrator Alexios Axuch et de Béla fut stationnée sur le Danube. La campagne byzantine causa une telle dévastation dans la partie orientale de la Hongrie qu’Étienne III dut négocier un armistice.
La guerre devait reprendre à l’été 1167, Béla renouvelant ses prétentions à l’héritage paternel. Des problèmes de santé empêchant l’empereur de mener l’armée en personne, celle-ci fut confiée à son neveu, le mégaduc Andronic Kontostéphanos avec ordre de forcer l’armée hongroise commandée par le comte de Bάcs, Dénes (appelé Dionysios dans les sources byzantines), à combattre. À nouveau, Béla se joignit aux troupes byzantines, accompagné nous dit le chroniqueur Henri de Mügeln de nombreux Hongrois qui appuyaient ses droits au trône. Toutefois, l’armée hongroise devait être complètement défaite à la bataille de Sirmium. Devant cette victoire décisive des Byzantins, les Hongrois n'avaient plus qu'à accepter les conditions de leurs adversaires : ils reconnurent la souveraineté de l’empire sur la Bosnie, la Dalmatie et la Croatie au sud de la rivière Krka et du massif de la Fruška Gora.
En septembre 1169, la deuxième épouse de Manuel, Marie d’Antioche, donna naissance à un fils qui reçut le nom d’Alexis,. Presqu’immédiatement, l’empereur, qui avait déjà dû confirmer une décision du patriarche de Constantinople en avril 1166 à l’effet qu’un mariage entre cousins jusqu’au septième degré devait être déclaré nul, brisa les fiançailles de Béla avec sa fille, et lui enleva le titre de « despote » pour le remplacer par celui, inférieur d’un rang dans le protocole de « césar ». Au printemps suivant toutefois, Béla épousa la belle-sœur de l’empereur, Agnès d’Antioche. Le couple se rendit alors à Jérusalem où ils firent don de 10 000 besants d’or aux Chevaliers Hospitaliers pour leur hospitalité. Béla devait garder une certaine rancœur des promesses rompues, car une signature que l’on possède de lui durant cette période se lit « Seigneur A., duc de Hongrie, de Dalmatie et de Croatie », omettant d’une part le nouveau titre qui lui avait été conféré, tout en réaffirmant qu’il se considérait toujours comme seigneur des territoires désormais intégrés à l’Empire byzantin.

## Accession au pouvoir
Étienne III décéda le 4 mars 1172 ; il n’avait que vingt-quatre ans et les circonstances de sa mort demeurent obscures,. Sa veuve, Agnès, quitta immédiatement la Hongrie bien qu’elle fût enceinte,. La règle voulant que le trône passe au frère cadet du défunt roi joua et une délégation  hongroise fut alors dépêchée à Sardica (maintenant Sofia en Bulgarie) où se trouvaient Manuel et Béla, réclamant le retour de Béla en Hongrie pour accéder au trône,. Avant son départ, Béla dut promettre par serment de ne rien faire dans l’avenir qui puisse nuire aux intérêts de l’empereur et des Byzantins ; il s’engageait de plus à ne pas appuyer les Serbes si ceux-ci tentaient quoique ce soit contre l’empire.

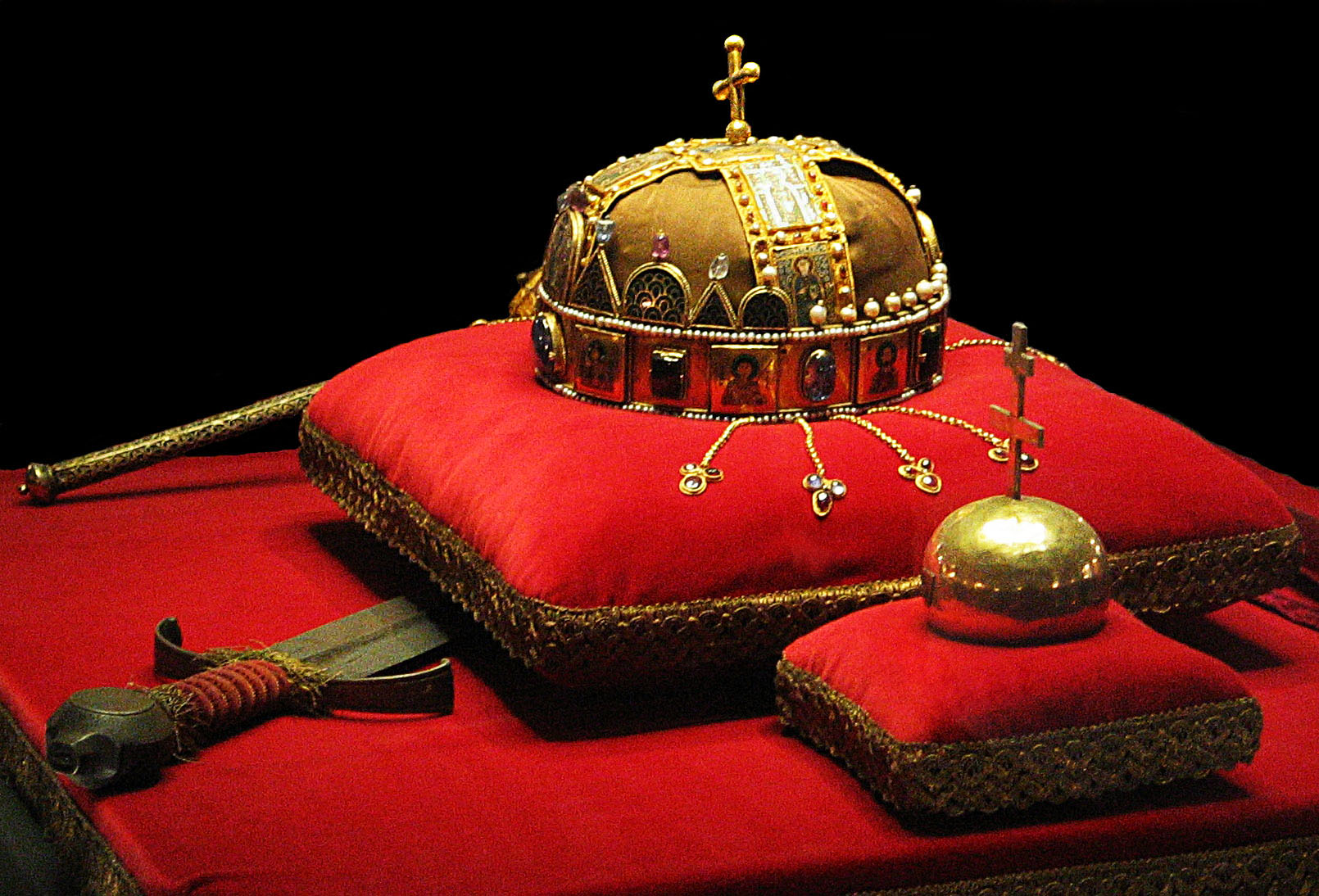
La sainte couronne, le sceptre et l’épée de saint Étienne, exposée sous la coupole du Parlement hongrois.

Toutefois, en Hongrie même, son avènement ne faisait pas l’unanimité. Il eut à faire face à un parti favorable à son frère cadet le prince Géza  qui revendiquait le trône. Béla fit emprisonner une première fois celui-ci ; mais Géza réussit à s’échapper et se réfugia en Autriche en 1174/1175,. Henri II d'Autriche étant décédé peu après, Géza quitta l’Autriche pour tenter de rejoindre Frédéric Barberousse. Il fut capturé par le prince Sobeslav II de Bohême qui le remit à son frère. Béla le fit à nouveau emprisonner et assigna à résidence sa mère Euphrosyne, sans doute impliquée dans le complot,.
Une autre résistance vint du primat de l’Église de Hongrie, Lucas, archevêque d’Esztergom. Lorsque Béla et son épouse arrivèrent à Székesfehérvár il fut immédiatement élu roi par les dignitaires du royaume, mais Lucas refusa de le couronner. Le prétexte de simonie qu’évoqua alors le prélat cachait mal la crainte de voir l’influence des « schismatiques » (entendre partisans de l’orthodoxie à laquelle Béla avait dû se rallier durant son séjour à Constantinople), s’étendre en Hongrie. Toutefois, à la demande du roi, le pape Alexandre III autorisa l’archevêque de Kalocsa, André, à procéder à la cérémonie qui eut lieu le 18 janvier 1173.
Ce ne devait pas être le dernier conflit entre Béla et les autorités ecclésiastiques. En 1178, l’archevêque de Kolcsa tomba en défaveur, ayant insulté le roi. Béla confisqua alors ses revenus ainsi que ceux du prévôt du chapitre de Székesfehérvár,. Le pape décréta des sanctions ecclésiastiques contre Béla qui se réconcilia alors avec l’archevêque d’Esztergom, lequel non seulement pardonna le geste du roi, mais excommunia son collègue de Kalocsa. Le conflit devait se terminer par une médiation du Saint-Siège : André demanda au roi de lui pardonner, à la suite de quoi Béla III le confirma dans sa position d’archevêque de Kalocsa.

## Politique intérieure

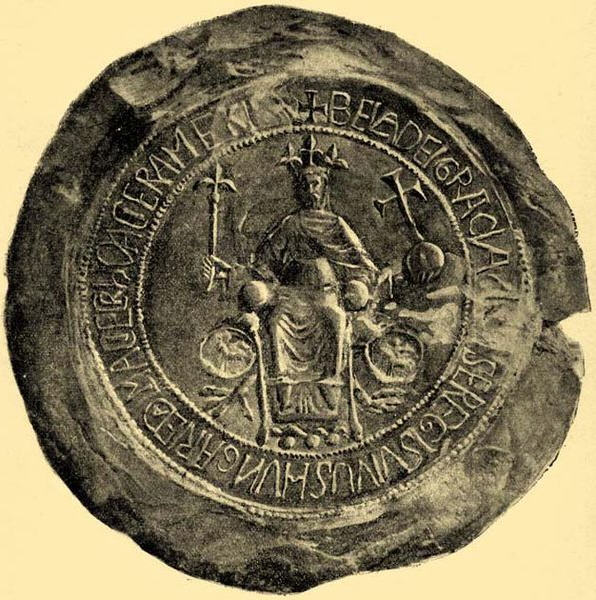
Sceau de Béla III.

Le règne de Béla III devait marquer, selon l’historien Pál Engel, « non seulement l’apogée du royaume des Árpáds, mais aussi la fin d’une époque » pendant laquelle la Hongrie connut un développement économique, administratif et culturel remarquable.
N’étant plus aux prises avec le Saint-Empire romain germanique tout à son conflit avec la papauté, ni avec l’Empire byzantin paralysé par des luttes dynastiques, la Hongrie devint un pôle d’attraction pour les paysans de pays surpeuplés d’Europe occidentale : des colons français importaient la viticulture au nord et à l’est du Danube pendant que des paysans germaniques introduisaient la charrue à soc de fer et la jachère. L’accroissement de la production agricole profita aux villes, surtout aux deux principales résidences royales, Esztergom et Székesfehérvár qui se mirent à importer d’Occident des produits d’artisanat de luxe qu’ils échangeaient contre les métaux précieux venus des mines de Hongrie, de la cire et des fourrures.
L’accroissement de la richesse conduisit à une transformation des structures économiques par l’expansion de l’économie monétaire. Les revenus annuels de Béla III atteignirent bientôt 166 000 marcs d’argent, chiffre considérable pour l’époque. Un tiers seulement de cette somme venait des impôts tirés des comitats qui ne livraient plus que le tiers de leurs recettes ; le reste provenait des taxes prélevées sur les colons étrangers, sur les mines, les salines, les péages qui, toutes devaient être payées en monnaie et non en nature.
Mais son principal apport à la structuration de l’État fut probablement la création d’une chancellerie et d’un corps de fonctionnaires pour en gérer l’administration. Ayant été élevé à la cour de Constantinople, Béla y avait appris l’importance de l’administration. Il introduisit à sa cour l’usage des « pétitions » utilisées à Constantinople. Mettant en évidence la nécessité de garder les décisions par écrit, il ordonna en 1181 qu’une charte soit issue pour toute transaction conduite en sa présence,,.
Son règne vit également un développement remarquable de l’architecture. Non seulement fit-il venir de France des moines cisterciens qui se mirent à bâtir des cloitres à Egres, Zirc, Szentgotthárd et Pilis entre 1179 et 1184, mais désireux de fixer le siège de la royauté jusqu’alors toujours en mouvement à travers le royaume, il fit appel à des maitres d’œuvre français pour la construction d’un imposant palais et d’une nouvelle cathédrale à Esztergom, laquelle devait devenir la plus grande église d’Europe centrale. Ces deux édifices deviendront les premiers exemples d’architecture gothique dans la région,. C’est là qu’il accueillera l’empereur Frédéric Barberousse lorsque ce dernier, parti en croisade, traversera la Hongrie,.

## Politique étrangère

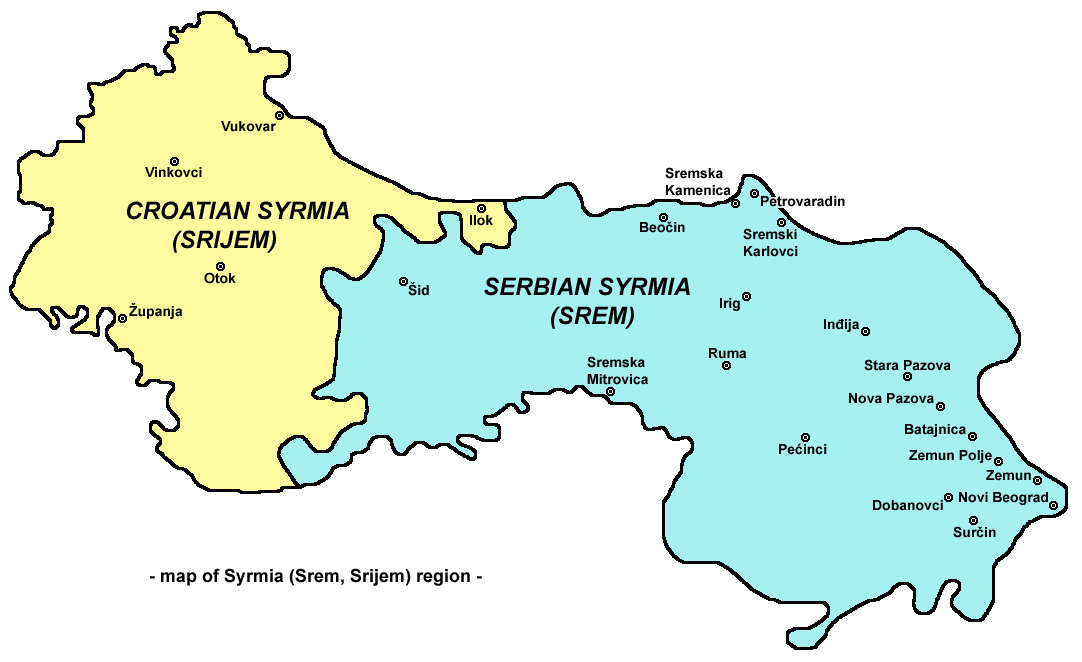
La Syrmie objet de convoitise de l’Empire byzantin et du royaume de Hongrie.

Pendant les huit ans qui s’écouleront entre le retour de Béla III en Hongrie et la mort de Manuel Ier, les relations demeureront pacifiques entre les deux souverains, Béla envoyant même des renforts à l’empereur byzantin lors des affrontements avec les Turcs seldjoukides qui devaient aboutir au désastre de Myriokephalon le 17 septembre 1176. Son attitude devait changer dès le décès de Manuel Ier, le 24 septembre 1180. Six mois ne s’étaient pas écoulés que Béla avait restauré sa souveraineté sur la Dalmatie,,. À son tour, Zadar, propriété vénitienne, se mit sous sa suzeraineté en février 1181. Orio Mastropiero, doge de Venise, mit le siège devant la ville en 1187, mais ne put venir à bout de celle-ci puissamment fortifiée. Venise, qui s’affirmait de plus en plus comme la « Reine des Mers », aurait voulu s’emparer elle-même de la Dalmatie, mais se heurta à la résistance tant des Hongrois que des villes dalmates qui craignaient de perdre leur autonomie commerciale. En 1191, Béla nommera son fils ainé Imre (ou Emeric), déjà associé au trône et désigné comme son successeur en 1182, duc de Croatie et de Dalmatie.
La mort de Manuel Ier et la période d’anarchie qui suivit l’arrivée au pouvoir d’Andronic Comnène (r. 1183 - 1185) furent le prétexte d’une nouvelle guerre avec l’Empire byzantin qui, quoique se terminant par un traité en 1185, avait déjà atteint son point culminant en 1183. Se dirigeant vers la Syrmie, les armées hongroises prirent et pillèrent en mai 1182 la région de Belgrade et de Barancs (aujourd’hui Braničevo, en Serbie) avant de s’avancer jusqu’à la vallée de la Morava. Elles y furent rejointes par les troupes d’Étienne Nemanja de Serbie et celles du ban Kulin de Bosnie à qui le chaos qui régnait à Constantinople permettait maintenant d’affirmer leur indépendance. De concert, ils capturèrent et pillèrent Niš et Sardica (aujourd’hui Sofia en Bulgarie) dans la première moitié de 1183. L’élimination d’Andronic Comnène et son remplacement par Isaac II Ange (r. 1185-1195) permit de mettre fin au conflit. Isaac acceptait d’épouser la fille de Béla, Marguerite, alors âgée de neuf ou dix ans qui apportait comme dot un certain nombre de villes situées dans le bassin de la Morava comme Belgrade, Barancs, et probablement Niš, en échange de quoi l’empereur reconnaissait de son côté la souveraineté hongroise sur la Dalmatie et la Syrmie,.
Le mariage d’Isaac Ange avec Marguerite de Hongrie en novembre 1185 devait servir de toile de fond à la politique étrangère de Béla durant le règne de cet empereur.
À l’été 1189, les croisés allemands sous la conduite de Frédéric Ier Barberousse traversèrent la Hongrie. Béla lui fit bon accueil, envoyant des troupes aider les troupes allemandes à traverser la péninsule des Balkans,. À la demande de Frédéric, Béla permit à son frère Géza de sortir de prison ; ce dernier se joignit aux troupes allemandes et quitta le pays,. Par ailleurs, Béla servit de médiateur entre Frédéric Ier et Isaac II dont l’hostilité mutuelle avait failli provoquer une guerre entre les croisés allemands et les Byzantins.

L’Occident vers 1190.

En 1190 ou 1191, Isaac II rencontra Bela III près de la Morava, mais la teneur de leurs négociations ne nous est pas connue,. Alors en campagne contre les Serbes, Isaac espérait peut-être l'aide des Hongrois mais ces derniers ne s'engagèrent pas dans ce conflit ; au contraire les Hongrois considéraient la Serbie comme leur zone d’influence et en 1192 ou 1193, Béla III envahit la Serbie malgré les protestations des Byzantins qui exigèrent le retrait des troupes, menaçant la Hongrie de guerre. En 1194-1195, face à l'accroissement de la menace bulgare, Isaac appela à l'aide Béla III qui répondit favorablement mais son renversement par Alexis III Ange (r. 1195-1203), frère d’Isaac II mit un terme à ce projet d'intervention,. Béla resta néanmoins fidèle à l’Empire byzantin et lorsque l’empereur germanique Henri VI voulut lancer une campagne pour renverser l’usurpateur, Béla interdira à ses sujets de s’y rallier.
Béla planifiait plutôt d’imiter Frédéric Barberousse et de participer à la troisième croisade. Toutefois, il tomba malade et mourut le 23 avril 1196,. Il fut enterré dans la cathédrale de Székesfehérvár. Sa veuve, Maguerite de France, fille de Louis VII, qu’il avait épousée en secondes noces à l’été 1186, quitta alors la Hongrie et, réalisant le vœu de son époux, alla s’établir en Terre Sainte.

## Mariages et descendance
En 1172 il épouse Agnès d'Antioche (1154-1184), fille de Renaud de Châtillon et de Constance d'Antioche, avec qui il a : 
- Imre de Hongrie, roi de Hongrie de 1182 à 1204 ;
- Marguerite de Hongrie, épouse en premières noces, en 1185, Isaac II Ange, empereur byzantin ;
- André II de Hongrie, roi de Hongrie de 1205 à 1235 ;
- Salomon ;
- Étienne ;
- Constance de Hongrie, fiancée en 1189 à Frédéric VI de Souabe (mort en 1191), duc d'Alsace et de Souabe, fils de l'empereur du Saint-Empire Frédéric Barberousse, mais elle épouse, en 1198, Ottokar Ier de Bohême, premier roi de Bohême.

En 1186, veuf, il épouse Marguerite de France, sœur de Philippe II Auguste.

## Génétique
Ses restes furent identifiés au cours d’excavations au XIXe siècle sur la base d’une remarque d’une source contemporaine, Richard de Londres, qui parle de la taille exceptionnelle de Béla III, lequel mesurait 190 centimètres. Ses restes devaient être à nouveau inhumés, cette fois dans l’église Saint-Mathias de Budapest(,.
Une étude génétique publiée en 2018 et portant sur l'analyse du squelette de Béla III a conclu que celui-ci appartenait à l'haplogroupe R1a (Y-ADN). R1a et R1b sont les haplogroupes les plus fréquents (25,6 et 18,1 % respectivement) dans la population hongroise actuelle. Une autre étude publiée en 2020 précise l'haplogroupe (R-Z2125) et établit que les parents vivants les plus proches de la dynastie Árpád sont des Bachkirs modernes, principalement des districts de Burzyansky et Abzelilovsky de Bachkirie en fédération de Russie.